# Лоньє
Лоньє́ (фр. Lompnieu) — колишній муніципалітет у Франції, у регіоні Овернь-Рона-Альпи, департамент Ен. Населення — 125 осіб (2011).
Муніципалітет був розташований на відстані близько 410 км на південний схід від Парижа, 70 км на схід від Ліона, 45 км на південний схід від Бург-ан-Бресса.

## Історія
До 2015 року муніципалітет перебував у складі регіону Рона-Альпи. Від 1 січня 2016 року належав до нового об'єднаного регіону Овернь-Рона-Альпи.
1 січня 2019 року Лоньє, Бельмон-Лютезьє, Сютріє i В'є було об'єднано в новий муніципалітет Вальроме-сюр-Серан.

## Демографія
Динаміка населення (Cassini ):
Розподіл населення за віком та статтю (2006):
| Стать | Всього | До 15 років | 15-24 | 25-44 | 45-64 | 65-85 | Понад 85 |
| --- | ------ | ----------- | ----- | ----- | ----- | ----- | -------- |
| Чоловіки | 32     | 0           | 0     | 12    | 4     | 16    | 0        |
| Жінки | 68     | 12          | 8     | 16    | 16    | 16    | 0        |
| \| Статево-вікова піраміда \| Статево-вікова піраміда \| Статево-вікова піраміда \| \| ----------------------- \| ----------------------- \| ----------------------- \| \| Чоловіки \| Вік \| Жінки \| \| 0 \| 85 + \| 0 \| \| 0 \| 80-84 \| 4 \| \| 0 \| 75-79 \| 4 \| \| 4 \| 70-74 \| 4 \| \| 12 \| 65-69 \| 4 \| \| 0 \| 60-64 \| 4 \| \| 4 \| 55-59 \| 4 \| \| 0 \| 50-54 \| 8 \| \| 0 \| 45-49 \| 0 \| \| 8 \| 40-44 \| 8 \| \| 0 \| 35-39 \| 4 \| \| 4 \| 30-34 \| 0 \| \| 0 \| 25-29 \| 4 \| \| 0 \| 20-24 \| 0 \| \| 0 \| 15-20 \| 8 \| \| 0 \| 10-14 \| 0 \| \| 0 \| 5-9 \| 0 \| \| 0 \| 0-4 \| 12 \| |        |             |       |       |       |       |          |
| Статево-вікова піраміда |        |             |       |       |       |       |          |
| Чоловіки | Вік    | Жінки       |       |       |       |       |          |
| 0 | 85 +   | 0           |       |       |       |       |          |
| 0 | 80-84  | 4           |       |       |       |       |          |
| 0 | 75-79  | 4           |       |       |       |       |          |
| 4 | 70-74  | 4           |       |       |       |       |          |
| 12 | 65-69  | 4           |       |       |       |       |          |
| 0 | 60-64  | 4           |       |       |       |       |          |
| 4 | 55-59  | 4           |       |       |       |       |          |
| 0 | 50-54  | 8           |       |       |       |       |          |
| 0 | 45-49  | 0           |       |       |       |       |          |
| 8 | 40-44  | 8           |       |       |       |       |          |
| 0 | 35-39  | 4           |       |       |       |       |          |
| 4 | 30-34  | 0           |       |       |       |       |          |
| 0 | 25-29  | 4           |       |       |       |       |          |
| 0 | 20-24  | 0           |       |       |       |       |          |
| 0 | 15-20  | 8           |       |       |       |       |          |
| 0 | 10-14  | 0           |       |       |       |       |          |
| 0 | 5-9    | 0           |       |       |       |       |          |
| 0 | 0-4    | 12          |       |       |       |       |          |

## Економіка
2010 року серед 74 осіб працездатного віку (15—64 років) 51 була активною, 23 — неактивними (показник активності 68,9%, у 1999 році було 55,8%). З 51 активної мешканців працювало 49 осіб (26 чоловіків та 23 жінки), безробітними було 2 (1 чоловік та 1 жінка). Серед 23 неактивних 1 особа була учнем чи студентом, 17 — пенсіонерами, 5 були неактивними з інших причин.

У 2010 році в муніципалітеті числилось 55 оподаткованих домогосподарств, у яких проживали 121,0 особи, медіана доходів виносила 18 943 євро на одного особоспоживача